# Narentani
I Narentani furono una popolazione di origine slava, insediatasi nella Dalmazia meridionale nell'Alto Medioevo. Ebbero a lungo fama di pirati.

## Storia
I Narentani furono uno dei popoli di origine slava che nei secoli VI e VII, probabilmente pressati dagli Avari in lotta con Bisanzio, furono costretti a spostarsi dalla zona di Cracovia fino alla Dalmazia, allora poco abitata.
Il territorio su cui si insediarono era di difficile coltivazione e non permetteva di ottenere grandi raccolti; i Narentani seguirono allora l'esempio che 1500 anni prima veniva offerto dai pirati illirici della regina Teuta.
Il nome di Narentani deriva dal fiume Narenta (in croato Neretva) di fronte alla cui foce si trovano tutta una serie di isole ed isolette che allora formavano la cosiddetta "Pagania".

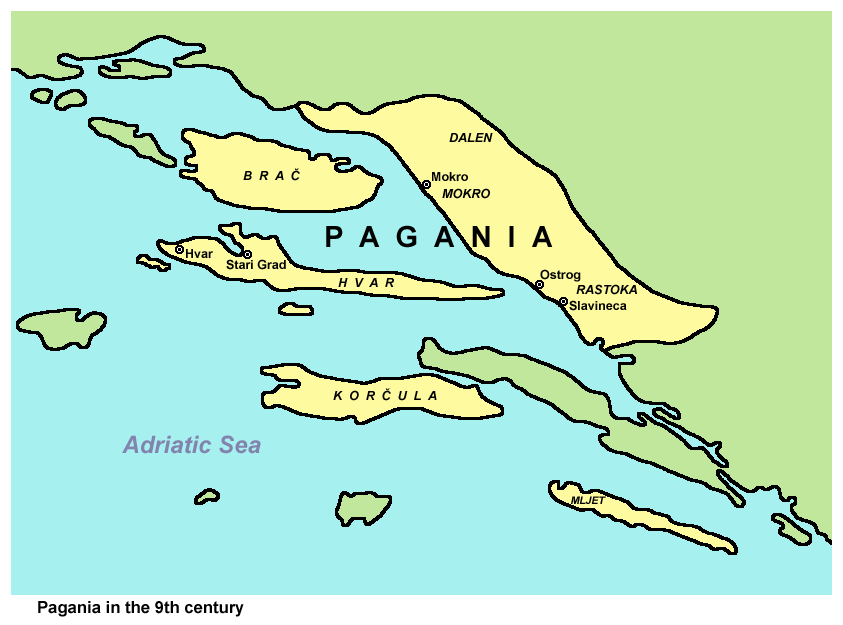
La Pagania nel IX secolo secondo De administrando imperio

A sua volta il territorio della Pagania prese questo nome dal fatto che i Narentani rifiutarono a lungo di accettare il cristianesimo che invece avevano abbracciato i vicini Croati. Il De Administrando Imperio, opera bizantina del 950 circa, descrive il territorio ancora con questo nome.

### La pirateria
Data la debolezza dell'Impero romano d'Oriente i Narentani riuscirono a crescere in forza fino a quando non entrarono in diretto conflitto con l'altro Stato che stava crescendo approfittando della debolezza degli imperi: Venezia. Anche se formalmente soggette a Bisanzio, le popolazioni dell'Adriatico gestivano ormai i loro interessi politici e commerciali autonomamente, l'Impero bizantino non intervenne mai nelle dispute fra le popolazioni rivierasche, come non intervenne a fermare le incursioni dei Saraceni.
Al massimo della loro potenza, il territorio dei Narentani comprendeva la fascia costiera continentale a nord del Narenta, le isole di Brazza, Curzola, Lagosta, Lesina, Lissa e Meleda. La loro espansione in direzione dell'Italia e delle coste settentrionali e occidentali dell'Adriatico che anche Venezia stava cercando di conquistare portò presto a frequenti conflitti. Venezia si alleò con i dalmati, e con il loro aiuto attorno all'840, i croati guidati dal duca Mislav e i narentani di Držislav furono costretti a un primo trattato di pace; per Venezia lo sottoscrisse il doge Pietro Tradonico, di origine istriana.
Nell'anno 846 però, i narentani erano di nuovo all'attacco e saccheggiavano la città di Caorle. Nell'870, a metà marzo, furono gli emissari del vescovo che ritornavano dal Concilio di Costantinopoli ad essere catturati da questo popolo di pagani, che rimasero tali fino a quando Basilio I riuscì a riunificare la Dalmazia dentro i confini imperiali.

### La spedizione di Pietro Candiano I
Il 18 settembre 887 una spedizione punitiva veneziana, guidata dal doge Pietro I Candiano in persona, venne sconfitta nell'entroterra di Macarsca dai narentani del principe Liudislavo; il doge stesso fu ucciso. Venezia per circa un secolo non fece più grandi campagne contro i narentani, per questo si suppone che i veneziani abbiano pagato un tributo in cambio della libertà di navigazione.
Nel 943, il 2 febbraio, a Venezia, un gruppo di dodici fanciulle vergini venivano condotte in barca, agghindate con i loro più bei gioielli, al rito della "Purificazione" alla chiesa di San Nicolò al Lido. I narentani rapirono le fanciulle, ma, attardatisi nei pressi di Porto Santa Margherita (presso Caorle) per spartirsi il bottino, vennero raggiunti e trucidati dalla flotta veneziana rapidamente organizzata dal doge Pietro III Candiano.

### La spedizione di Pietro Orseolo II
La serie di battaglie contro Venezia ricorda la spedizione del doge Pietro II Orseolo che nel 996 li sconfisse a Lissa. Il 9 maggio dell'anno 1000, dopo una richiesta di aiuto da parte delle popolazioni vicine al Narenta, il doge Orseolo partì per la costa dalmata a capo di una grande flotta. Secondo la tradizione, per la prima volta fu alzato lo stendardo di San Marco, con il beneplacito di Bisanzio, ma chiaro simbolo di raggiunta indipendenza.
La spedizione di Orseolo II fu determinante e portò alla cattura di alcuni ostaggi, che furono liberati a costo di pesanti concessioni: fine del versamento di tributi da parte di Venezia, garanzia di transito sicuro ed esenzione dai dazi per le galee mercantili. Le condizioni furono accettate, ma le due isole di Cazza e Lagosta resistettero: furono conquistate dopo duri combattimenti. Lagosta, porto principale dei pirati, fu rasa al suolo.
Nonostante ciò i narentani continuarono nei loro atti di pirateria tanto che papa Onorio III, nel 1221, indisse addirittura una crociata contro questa popolazione.
La lotta contro Venezia, però, stava diventando impari e nel 1278 i narentani persero tre delle loro isole: Brazza, Lesina e Lissa; infine Venezia, ormai al massimo della sua potenza, riuscì a conquistare la loro piazzaforte di Almissa nel 1444. I narentani finirono così assorbiti nei territori controllati dalla Serenissima.